# Wray-with-Botton
Wray-with-Botton – civil parish w Anglii, w Lancashire, w dystrykcie Lancaster. W 2011 civil parish liczyła 532 mieszkańców.